# Кадворт (Саскачеван)
Кадворт (енгл. Cudworth) је малено урбано насеље са административним статусом варошице у централном делу канадске провинције Саскачеван. Насеље се налази у близини раскрснице магистралног друма 777 са ауто-путем 2 на око 80 km североисточно од највећег града у провинцији Саскатуна, и 80 km јужно од града Принц Алберт.

## Историја
Први досељеници почели су да долазе у ово подручје почетком прошлог века, и углавном су то били немачки и украјински емигранти. Насеље је 1911. административно уређено као село, а 1961. инкорпориран је у варошицу. 
Неколико километара јужно од насеља налази се капелица посвећена Богородици која се по предању указала деци и која је од тада место традиционалног ходочашћа.

## Демографија
Према резултатима пописа становништва из 2011. у варошици је живело 770 становника у 357 домаћинстава, што је за 4,3% више у односу на 738 житеља колико је регистровано приликом пописа 2006. године.
| 2006. | 2011. |
| ----- | ----- |
| 738   | 770   |